# Dyscia leucogrammaria
Dyscia leucogrammaria är en fjärilsart som beskrevs av Rudolf Püngeler 1900. Dyscia leucogrammaria ingår i släktet Dyscia och familjen mätare. Inga underarter finns listade i Catalogue of Life.